# Floriana Nélida Martín
Floriana Nélida Martín (n. 1935) es una contadora pública y política argentina, del Partido Justicialista, que se desempeñó como senadora nacional por la provincia de San Juan entre 2001 y 2005.

## Biografía
Oriunda de la provincia de San Juan, se trasladó con su familia a la provincia de Tucumán tras el terremoto de 1944. Allí se recibió de perito mercantil. Se recibió de contadora pública nacional en la Facultad de Ciencias Económicas de la Universidad Nacional de Cuyo. En el ámbito privado, fue contadora, auditora y asesora de empresas privadas.
En 1959 comenzó su carrera en el sector público como subcontadora en la Dirección de Arquitectura del gobierno de la provincia de San Juan. Entre 1961 y 1962 fue directora general de Finanzas, y desde 1968 hasta 1971 estuvo a cargo del Departamento Administrativo Contable de la Dirección Provincial de Arquitectura. Entre 1971 y 1974 fue secretaria general de dicha dirección. Entre 1972 y 1981 fue síndico del directorio del Banco de San Juan, y de 1980 a 1982 ejerció el mismo rol en Clancay S.A.
En 1982 fue designada Secretaria de Estado de Hacienda del gobierno provincial, siendo la primera mujer en un cargo de jerarquía. Al año siguiente fue síndico del Directorio de Obras Sanitarias Sociedad del Estado, y hasta 1987 fue presidenta del directorio del Banco de San Juan S.A. designada por el gobernador Leopoldo Bravo. De 1987 a 1991 fue Secretaria de Obras y Servicios Públicos del gobierno provincial.
Entre 1991 y 1993 se desempeñó como Secretaria de Gobierno de la Municipalidad de la Ciudad de San Juan. Luego fue interventora en la obra social provincial, y entre 1995 y 1999, Ministra de Hacienda y Finanzas de la provincia de San Juan, designada por el gobernador Jorge Escobar. En 1998 fue vicepresidenta de la Comisión Federal de Impuestos.
En las elecciones legislativas de 2001 fue elegida senadora nacional por San Juan en la lista de Alianza Unidos por San Juan, acompañando a José Luis Gioja. Por sorteo, le correspondió un mandato de cuatro años hasta 2005. En la cámara alta integró el bloque del Partido Justicialista, partido al que se afilió ejerciendo como senadora.
Entre 2001 y 2002 fue presidenta de la comisión de Economías Regionales, y luego presidenta de la comisión de Reforma. También fue vocal en las comisiones Parlamentaria Mixta Revisora de Cuentas de la Administración; de Coparticipación Federal de Impuestos; de Asuntos Administrativos y Municipales; de Ambiente y Desarrollo Sustentable; y de Economía Nacional e Inversión.
Se jubiló como asesora de la Municipalidad de San Juan.